# Вибух USS Cole

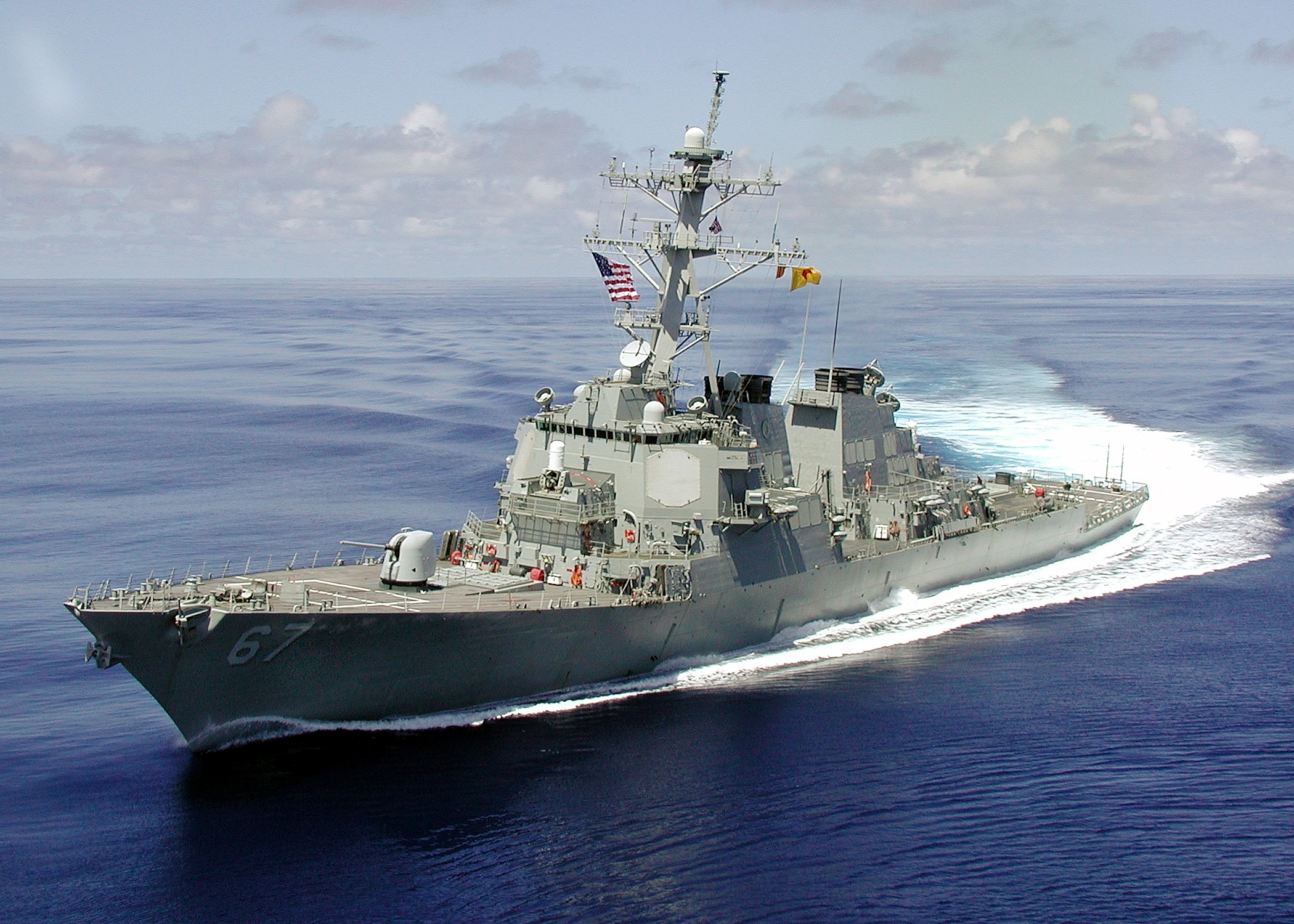
USS Cole (DDG-67)

Вибух USS Cole — терористичний акт проти екіпажу есмінця «USS Cole», який стався 12 жовтня 2000 році.

## Передісторія
У вересні 2000 року есмінець ВМС США «USS Cole» вийшов у Середземне море і взяв курс на Близький Схід, щоб патрулювати води Іраку. Екіпаж нараховував 340 осіб, значна частина яких була новобранцями. Командиром есмінця «USS Cole» був Джеймс Парліер (James Parlier). Основне завдання полягало в тому, щоб затримувати судна, які незаконно вивозили з Іраку нафту і паливо.
Наприкінці вересня есмінець взяв курс на Суецький канал. Порт Аден республіки Ємен був обраний для поповнення запасів палива і продовольства. «USS Cole» пройшов Суецький канал, до порту Аден залишалося три дні шляху. 12 жовтня         о 7:30 корабель почав входити в бухту. Команда есмінця помітила, що єменський лоцман поводився дивно. Він хотів якомога швидше покинути корабель.

## Теракт
О 9:30 розпочалося заправлення танків, які потребували 750 тонн палива. У цей час в головному камбузі були розташовані матроси. На верхній палубі матрос Раймонд Муні побачив, що до корабля наближається моторний човен з двома людьми, які, на його думку, збирали відходи з кораблів. Катер плив дуже швидко. Коли моторний човен наблизився, то уповільнив хід. Останнє, що матрос побачив, як один з людей помахав рукою. В 11:18 відбувся вибух. Ніхто не зрозумів, що сталося. На ходовому містку з ладу вийшла вся система комунікації.

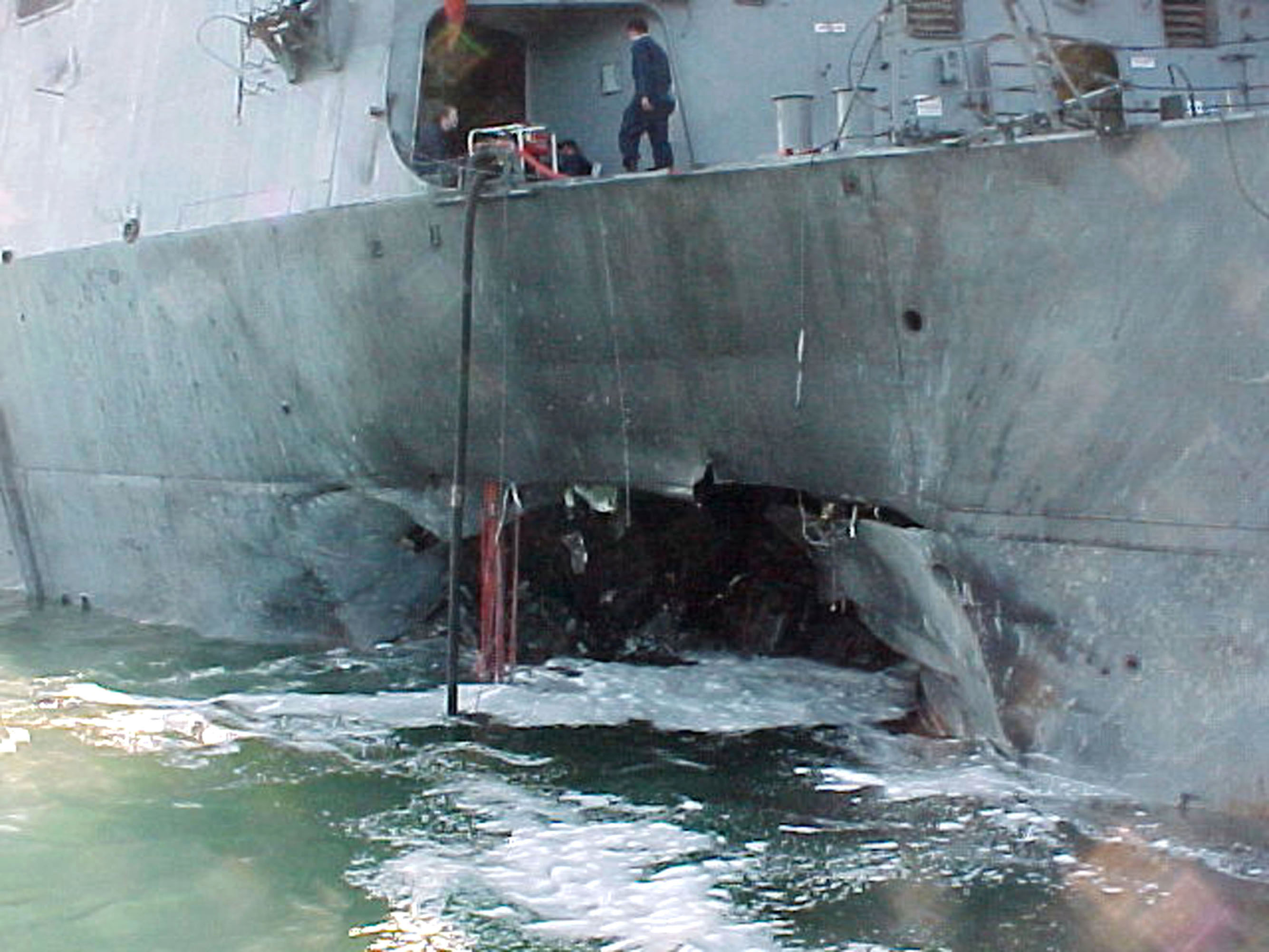
Есмінець після вибуху

Нагорі ніхто не постраждав. У корпусі утворився дванадцятиметровий пролом, через який затікала вода. Найбільше постраждав офіцерський камбуз. Есмінець став швидко набирати води і нахилятися. Спочатку кут становив п'ять градусів, а потім досяг тринадцяти. Багато матросів виявилися відрізаними від зовнішнього світу у своїх каютах. Через 20 хвилин з'явилася загроза того, що есмінець може піти під воду.
Перед командою постало завдання запобігти нових атак. Один з офіцерів викинув за борт радіомаяк, який транслював сигнал SOS. До есмінця почали підпливати якісь катери, які відступили, бо старший помічник наказав видати зброю команді. Через півгодини аварійно-рятувальна служба почала справлятися з ушкодженнями корабля. У поранених були переламані кістки, а з ран йшла кров. Медичний персонал організував на злітній палубі пункт розподілу поранених моряків, де їм надавали першу медичну допомогу. Деяких матросів відправили до лікарень Адена, а деяких повантажили на французький повітряний шпиталь, який знаходився неподалік. Через шість годин після вибуху 17 осіб вважалися зниклими безвісти, проте згодом були визнані загиблими, бо потрапили в пастку на нижніх палубах, 39 отримали поранення різної тяжкості.

## Наслідки
На третій день після теракту есмінець почав тонути. Вцілілий генератор вийшов з ладу. Екіпаж відкачував воду всім, що було під рукою. Насосам не вистачало тиску, щоб підняти воду наверх і скинути за борт. Командою корабля було вирішено зробити отвір в борту вище ватерлінії і подати через неї рукав з відкочений водою.
Через шість днів у штаті Вірджинія було поховано загиблих моряків, на похороні був присутній президент США Білл Клінтон. Через 17 днів есмінець «USS Cole» за допомогою буксирів вивели з порту Адена і доставили в рідний порт на транспортному судні «Blue Marlin», де він був відновлений після вибуху 19 квітня 2002 на підприємстві міста Паскагоула.